# 오쿠다촌 (도야마현)
오쿠다촌(奥田村)은 도야마현 가미니카와군에 있던 촌이다.

## 역사
- 1889년 4월 1일 - 정촌제 시행에 의해 가미니카와군 오쿠다촌이 성립하였다.
- 1935년 4월 1일  - 도야마시에 편입되었다.

## 참고문헌
- 『市町村名変遷辞典』東京堂出版、1990年。